# GBU-43/B Massive Ordnance Air Blast
La GBU-43/B Massive Ordnance Air Blast (MOAB), coloquialmente conocida como The Mother Of All Bombs («Madre de todas las bombas»), es una bomba guiada convencional con gran radio de detonación desarrollada para el Ejército de los Estados Unidos por Albert L. Weimorts Jr. Al momento de su desarrollo, fue promocionada como la bomba convencional (no atómica) más poderosa jamás creada. La bomba fue diseñada para ser lanzada por un avión de carga Hercules C-130.
El 11 de septiembre de 2007 Rusia probó exitosamente lo que llamaron Padre de todas las bombas («Father of All Bombs»), afirmando que es cuatro veces más poderosa que la bomba MOAB. Robert Hewson, editor de la prestigiosa Jane's Air-launched Weapons, y otros analistas respaldaron esta afirmación.
La MOAB es la bomba convencional más grande empleada en combate. Fue usada por primera vez por el Ejército de Estados Unidos el 13 de abril de 2017 durante la administración de Donald Trump, cuando fue lanzada sobre Achin, en la provincia afgana de Nangarhar como parte de la lucha contra el Estado Islámico. De acuerdo a reportes militares, el blanco de la MOAB fue una red de túneles de este grupo terrorista insurgente.

## Desarrollo

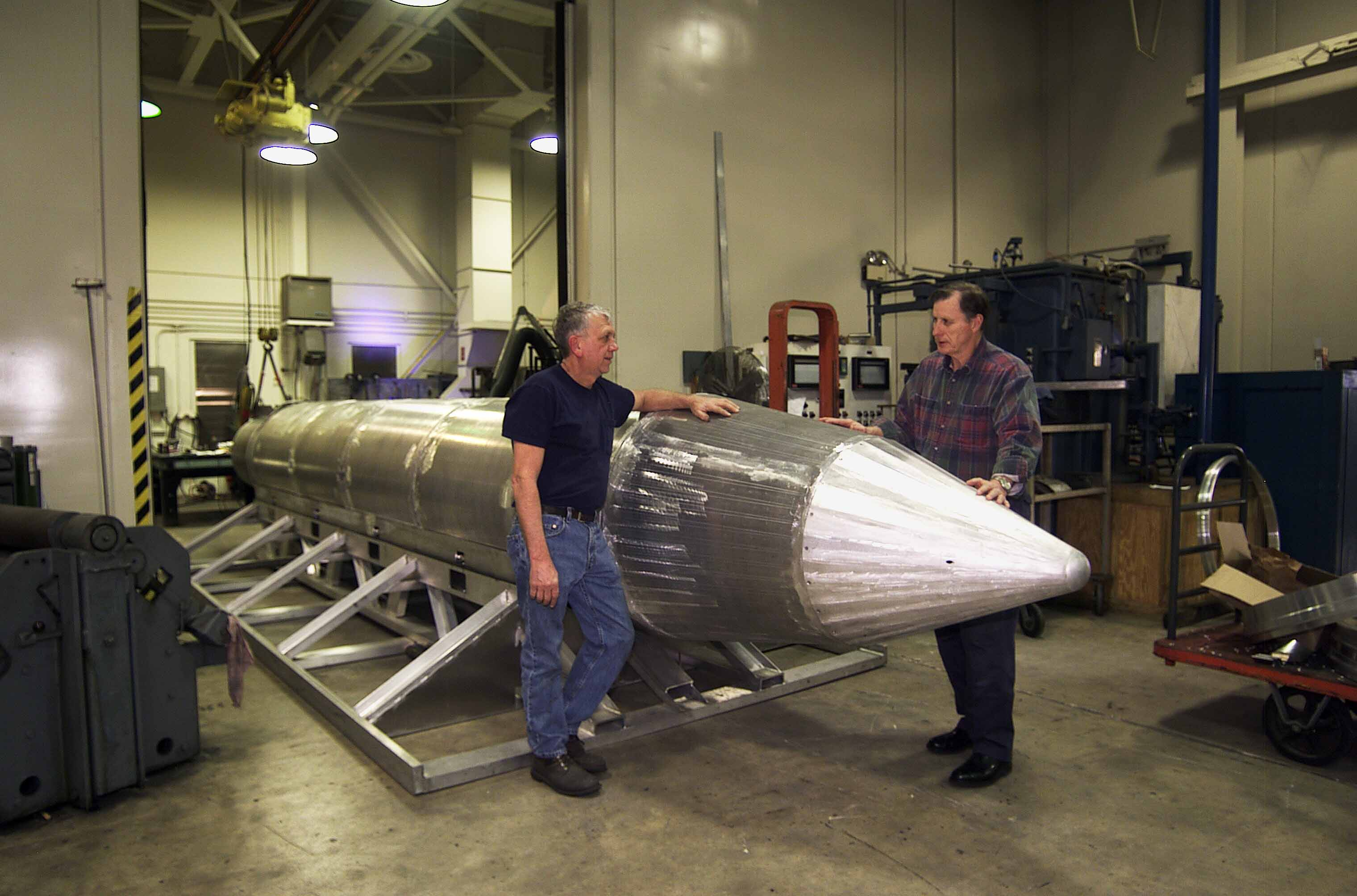
El prototipo de la MOAB.

La MOAB es un proyecto tecnológico del laboratorio del Air Force Research Laboratory que inició en el año fiscal 2002, como un descendiente de la bomba BLU-82 "Daisy cutter" utilizada en la Guerra de Vietnam.
Fue objeto de una exitosa prueba de campo en la Base de la Fuerza Aérea Eglin en Florida el 11 de marzo de 2003 y otro más el 21 de noviembre del mismo año. El Air Force Research Laboratory de Estados Unidos ha dicho que hay una versión aún más grande de la bomba MOAB en desarrollo, que pesa treinta toneladas y puede ser lanzada desde un avión de carga con un paracaídas para aumentar su precisión.

## Descripción
La longitud de la bomba MOAB es de 9180 mm, su diámetro de 1030 mm, y su peso 9,5 toneladas, de los cuales 8,4 t son explosivos de alta potencia en su ojiva. El diámetro de explosión es de unos 1,40 km, y la destrucción parcial en la "zona cero" debido a la onda de choque del aire alcanza una distancia de 1,5 km del epicentro.
Dado su gran tamaño y peso, la bomba MOAB debe ser lanzada desde una rampa en la parte trasera de una aeronave de carga, preferentemente un avión de carga Hercules C-130. Es guiada por un GPS por satélite y usa un paracaídas para deslizarse fuera de la rampa de carga, con un trineo de carga que se desecha; luego queda totalmente liberada del paracaídas y cae como una bomba guiada por láser, así que puede ser lanzada con mayor precisión y desde una mayor altura que su predecesora, la bomba BLU-82.

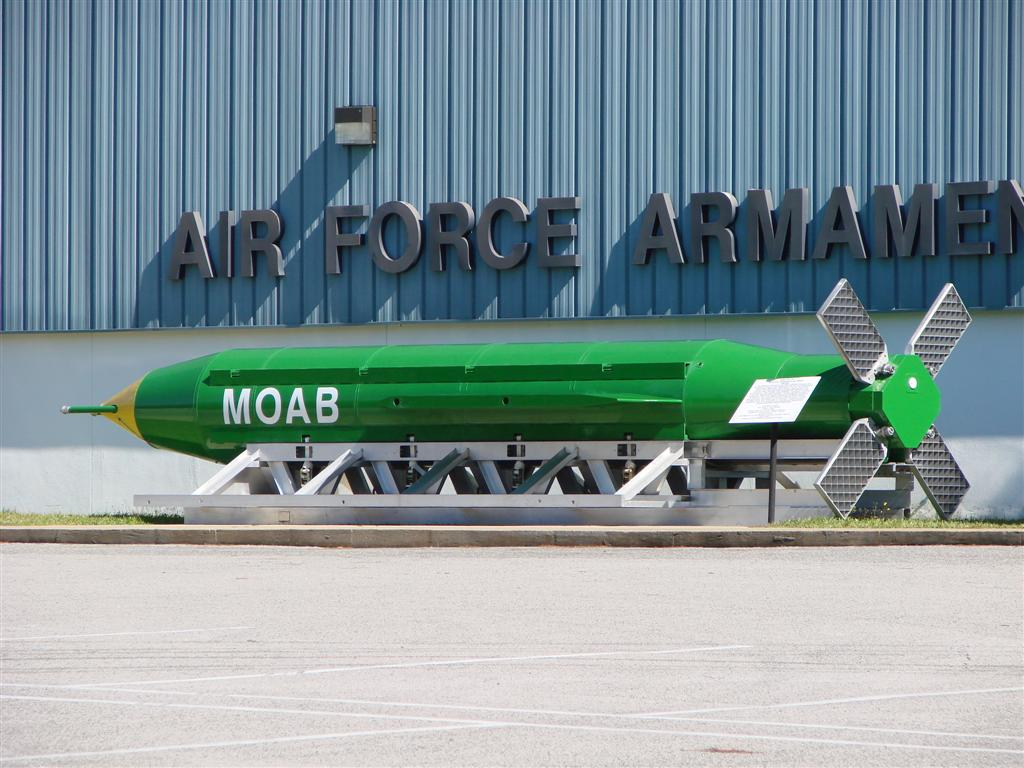
Una GBU-43/B inerte expuesta en el Museo de armamento de la Fuerza Aérea, Base de la Fuerza Aérea Eglin, Florida.

La bomba MOAB es la primera arma estadounidense en emplear unas aletas de control de rejilla, bastante empleadas por los rusos en sus bombas y misiles (denominadas "aletas de rejilla Belotserkovskiy"), como las usadas en el OTR-23 Oka y en el Vympel R-77. Para poder controlar mejor su posición, estas rejillas permiten que el aire pase y pueden cambiar la dirección de la bomba, al girar la base de la rejilla, que se comportan como varias aletas pequeñas de control al mismo tiempo y dejan pasar parte del aire entre las rejillas.
La MOAB usa 8 500 kg (18,700 libras) de H6 como carga explosiva en su interior, lo cual es 1,35 veces la potencia del explosivo TNT. El H6 es uno de los explosivos más poderosos utilizados por el ejército estadounidense. Es una base de combustible parecido a la gasolina. Aunque su efecto se compara a menudo con el de una bomba nuclear táctica, tiene solamente una milésima parte del poder de la bomba atómica usada contra Hiroshima en Japón durante la Segunda Guerra Mundial: MOAB es equivalente a cerca de 11 toneladas de TNT, mientras que la explosión nuclear de Hiroshima fue equivalente a 13 000 toneladas (kilo-toneladas) de TNT.
En cuanto a los misiles nucleares modernos, lanzados desde misiles ICBM son mucho más poderosos aún que la bomba atómica usada contra Hiroshima y más pequeños que la bomba MOAB, las ojivas nucleares modernas son más pequeñas y livianas que la bomba MOAB, pueden ser lanzados desde submarinos, con misiles de crucero y aviones de combate pesados. De cualquier forma, la potencia de la moderna bomba MOAB es comparable con el más pequeño de los artefactos nucleares al inicio de su desarrollo, tales como el M-388 Davy Crockett. La MOAB es más grande, pesada y destructiva que la bomba británica Grand Slam usada durante la Segunda Guerra Mundial.
Fue probada por primera vez con el explosivo tritonal el 11 de marzo de 2003, en Range 70, ubicado en la Base de la Fuerza Aérea Eglin en Florida. Aparte de los 2 artefactos de prueba, la única producción conocida es de 15 unidades en el McAlester Army Ammunition Plant en el 2003 en respaldo de la Operación Iraqi Freedom. Por lo que se sabe, ninguna de estas bombas había sido utilizada desde principios del 2007 por lo que el inventario estadounidense de GBU-43/B presumiblemente seguía siendo de aproximadamente 15 unidades, hasta que el 13 de abril de 2017 fue utilizada por primera vez en operaciones de combate contra una posición del Estado Islámico en Afganistán.

## Utilización
La GBU-43/B Massive Ordnance Air Blast bomb (MOAB) fue utilizada por el Ejército de Estados Unidos para bombardear la localidad de Achin en la provincia afgana de Nangarhar a las 19:32 (hora local) del 13 de abril de 2017, durante la administración de Donald Trump y James Mattis como secretario de defensa.
De acuerdo a reportes militares, la operación estaba siendo preparada con meses de antelación y era conocida por el gobierno de Afganistán, que confirmó que hasta unas horas después del lanzamiento no tenía registros de víctimas civiles.

## En la cultura popular
- En el juego Command & Conquer: Generals (2003), desarrollado por Electronic Arts para Microsoft Windows, los generales estadounidenses también pueden disponer de habilidades externas como el ataque aéreo en una zona marcada con cazas bombarderos A-10 Thuderbolt y poderosas bombas como la MOAB (mother of all bombs: ‘madre de todas las bombas’) en extensas zonas.

- En la serie de juegos flash Bloons Tower Defense (2008), hay un globo llamado MOAB (massive ornary air blimp: ‘enorme dirigible ornamental’) cuyo nombre está basado en esta bomba.[11]

- En la saga de videojuegos Call of Duty, exactamente en la entrega Modern Warfare 3 (2011), hay una bomba llamada MOAB (que no se debe confundir con la bomba nuclear de Modern Warfare 2) que consigue matar a todo el equipo enemigo con una sola explosión y que otorga puntos dobles al equipo que la detona.

- En la temporada 1 de la serie de televisión Under the Dome (2013-2015), basada en el libro homónimo de Stephen King, ante la imposibilidad de penetrar el campo de fuerza que rodeaba el pueblo, el ejército decide utilizar una MOAB como último recurso.

- En la película Proyecto Rampage: devastación (2018), protagonizada por La Roca (Dwayne Johnson), al final de esta se planea un ataque con varias bombas MOAB, aunque al final este no se lleva a cabo.

### En inglés
- AFRL GBU-43/B MOAB - Designation Systems
- MOAB - Massive Ordnance Air Blast Bomb - Global Security
- DoD News Briefing 11 March 2003 - Test of a MOAB (RTSP stream)
- Massive Ordnance Air Blast bomb Test Video
- https://archive.today/20120917172025/www.wired.com/politics/security/news/2007/10/russian_bomb%23
- https://archive.today/20120630035509/http://www.af.mil/news/story.asp?id=123089967
- https://www.jagcnet.army.mil/JAGCNETInternet/Homepages/AC/CLAMO-Public.nsf/0/85256a1c006ac77385256cf30062f470/Body/M2/MOAB%20Weapon%20Review.doc?OpenElement
- http://www.globalsecurity.org/military/systems/munitions/moab.htm
- http://www.nationalreview.com/owens/owens031203.asp Archivado el 6 de enero de 2010 en Wayback Machine.
- http://www.globalsecurity.org/military/systems/munitions/moab.htm
- http://usmilitary.about.com/od/weapons/l/aabombs4.htm Archivado el 17 de septiembre de 2007 en Wayback Machine.

- Datos: Q863952
- Multimedia: MOAB (bomb) / Q863952